# 圖克德莫利耶爾山
圖克德莫利耶爾山（西班牙語：Pico Mulleres），是西班牙的山峰，位於西班牙東北部加泰羅尼亞，處於韋斯卡和列伊達之間，屬於比利牛斯山的一部分，海拔高度3,004米。
42°37′46″N 0°41′55″E / 42.62944°N 0.69861°E